# لغة جيجو
تندرج لغة جيجو (بالكورية: 제주 어 Jeju-eo) ضمن اللغات الكورية، وهي اللغة التقليدية التي يتحدث بها سكان جزيرة جيجو في كوريا الجنوبية. تُصنف أحيانًا على أنها لهجة من اللغة الكورية. تعتبرها الحكومة المحلية وجزء معتبر من الأوساط الأكاديمية الكورية الجنوبية والأجنبية لغة، ولا يفهمها بقية سكان البر الرئيسي لكوريا الجنوبية.
تشبه الحروف الساكنة في لغة جيجو تلك الموجودة في اللغة الكورية، لكن جيجو لديها مخزون حروف متحركة أكبر وأكثر اعتدالًا. تعتبر لغة جيجو لغة تراصية، ولاحقية مثل الكورية، وتتبع الأسماء فيها بحروف قد تعمل كعلامات حالة، كما تصرف الأفعال. تختلف اللغتين الكورية وجيجو بشكل كبير في نماذجهم اللفظية. على سبيل المثال، فإن علامة الجانب المستمر لجيجو أو تمييز الجانب للعديد من لاحقات جيجو الرابطة غير موجودة في اللغة الكورية. على الرغم من أن معظم الكلمات الموجودة في معجم لغة جيجو كلمات كورية، إلا أنها تميزت بحفاظها على العديد من الكلمات الكورية المفقودة الآن في اللغة الكورية القياسية.
كانت لغة جيجو مختلفة بالفعل عن سيول الكورية بحلول القرن الخامس عشر، وكانت غير مفهومة للزوار الكوريين بحلول القرن السادس عشر. قوضت اللغة بشدة بسبب انتفاضة جيجو عام 1948، والحرب الكورية، وتحديث كوريا الجنوبية. تجاوز جميع المتحدثين بطلاقة المتبقين في جزيرة جيجو السبعين عامًا. يتحدث معظم الناس في جزيرة جيجو الآن مجموعة متنوعة من اللغات الكورية، مع بقاء لغة جيجو في الأساس. قد تكون اللغة أكثر قوة إلى حد ما في مجتمع الشتات في أوساكا باليابان مثلًا، ولكن حتى هناك، يتحدث السكان الأصغر سنًا في المجتمع اليابانية. منذ عام 2010، صنفت اليونسكو اللغة على أنها مهددة بالانقراض. 

## التوزيع الجغرافي
تعتبر لغة جيجو اللغة التقليدية في جميع أنحاء مقاطعة جيجو باستثناء جزر تشوجا. يستخدم اللغة أفراد الجيل الأول والثاني في الجزيرة، وأفراد مجتمع زينيتشي الكوري في إكونو – كو في أوساكا، اليابان. 
بالمقارنة مع مجموعات اللهجات الكورية ، هناك القليل من الاختلافات الداخلية داخل لغة جيجو.
يُفترض أحيانًا وجود اختلاف بين اللهجة الشمالية والجنوبية مع وجود فجوة جغرافية في هالاسان، لكن الانقسام الشرقي الغربي الذي يقطع عبر مدينة جيجو وسيوجويبو قد يفسر بشكل أفضل الاختلافات الموجودة. 

## وضع اللغة الحالي
انقضرت لغة جيجو تقريبًا. اعتبارًا من عام 2018، كان المتحدثون بطلاقة في جزيرة جيجو قد تجاوزوا السبعين عامًا، وعثر على بعض الأشخاص في  الأربعينيات والخمسينيات من العمر يتحدثون اللغة لكن من غير طلاقة. يتحدث سكان الجزيرة الأصغر سنًا اللغة الكورية، مع وجود آثار من نماذج لغة جيجو اللفظية وفي مفردات مختارة مثل مصطلحات القرابة. تكون اللغة أكثر قوة في أوساكا، حيث يتواجد متحدثون بطلاقة ولدوا في أواخر الستينيات. منذ عام 2010، صنفت اليونسكو جيجو على أنها لغة مهددة بالانقراض بشكل كبير.
أظهر مسح عام 2008 لقياس مدى معرفة السكان البالغين بتسعين كلمة ثقافية من لغة جيجو، وتبين أن 21 كلمة فقط كانت مفهومة من غالبية الذين شملهم الاستطلاع. يعتبر الافتقار إلى المعرفة بتراث لغة جيجو أكثر حدة بين الشباب. شمل استطلاع آخر 400 مراهق من جزيرة جيجو لقياس مدى معرفتهم بـ 120 عنصرًا أساسيًا من مفردات لغة جيجو عام 2010، ولكن غالبيتهم تعرفوا على تسعة عشر كلمة فقط، وكانت نسبة من فهموا 45 كلمة منها أقل من 10%. 
جهود إحياء اللغة مستمرة في الآونة الأخيرة. في 27 سبتمبر 2007، أصدرت حكومة مقاطعة جيجو قانون اللغة للحفاظ على لغة جيجو وتعزيزها، الذي وضع خططًا خمسية للحفاظ على اللغة بدعم من الدولة، لكن جهودها لم تكن فعالة إلا بعد تصنيف اليونسكو عام 2010 للغة جيجو باعتبارها مهددة للانقراض بشكل خطير. في عام 2016، خصصت حكومة المقاطعة 685.000.000 ين ياباني (565.592 دولارًا أمريكيًا في عام 2016) لبرامج إحياء اللغة، وقام معهد جيجو للأبحاث الذي تموله الحكومة بجمع كتب تفسير العبارات الشائعة للغة. نشرت وزارة التعليم بالمقاطعة كتب جيجو المدرسية للمدارس الابتدائية والثانوية، على الرغم من أن بعض الكتب المدرسية تدرس بالفعل اللغة الكورية القياسية التي تتخللها عناصر معجم جيجو. تقدم بعض المدارس العامة برامج ما بعد المدرسة في جيجو، ولكن المدة القصيرة لهذه الفصول قد تكون غير كافية لإحياء اللغة لأكثر من مستوى ضعيف. كما قدم تحدي الكفاءة اللغوية للعديد من المعلمين. 